# Jorge Taiana
 (juin 2022).
Si vous disposez d'ouvrages ou d'articles de référence ou si vous connaissez des sites web de qualité traitant du thème abordé ici, merci de compléter l'article en donnant les références utiles à sa vérifiabilité et en les liant à la section « Notes et références ».
Jorge Enrique Taiana, né le 31 mai 1950 à Buenos Aires, est un homme politique argentin. Il est ministre des Affaires étrangères de 2005 à 2010, sénateur de 2019 à 2021 et ministre de la Défense de 2021 à 2023.

## Biographie
Il est marié et père de 3 enfants. Son père était Jorge Alberto Taiana, médecin particulier de l'ancien président Juan Perón. Arrêté en 1975, il passa sept ans en prison sous la dictature militaire (1976-1983).